# Любенск
Любе́нск — деревня в Плюсском районе Псковской области, входит в состав сельского поселения Запольская волость.
Расположена севернее озера Песно, в 22 км к востоку от райцентра Плюсса и в 5 км к северо-востоку от волостного центра Заполье.

## Население
Численность населения деревни составляла 52 жителя по оценке на конец 2000 года.

## История
В деревне находится музей-усадьба композитора Н. А. Римского-Корсакова. Композитор здесь поселился в 1907 году, незадолго до своей смерти, переехав из соседнего имения Вечаша. Здесь он закончил оперу «Золотой петушок» и здесь же скончался в 1908 году.
В годы Гражданской войны оба имения были взяты под государственную охрану. Во время Великой Отечественной войны усадьбы были полностью сожжены немецкими войсками.
После войны усадьба в Любенске была восстановлена, посажен яблоневый сад, в Вечаше на фундаменте старого здания было построено новое. В 1995 году был торжественно открыт мемориальный музейный комплекс. Первую экскурсию провела Татьяна Владимировна Римская-Корсакова, внучка композитора. 2 июля 2022 года усадьба сгорела со всеми находящимися в ней экспонатами музея.